# Nicolas Cazalé
Nicolas Cazalé (Pau, 24 d'abril de 1977, és un actor de cinema i televisió francès.

## Biografia
De pare bearnès i mare algeriana, Nicolas Cazalé va créixer al Bearn i als voltants de Vilanuèva d'Agen. El 2003, va interpretar el paper de Friday, a la pel·lícula de televisió Robinson Crusoe, amb Pierre Richard com a heroi homònim.
Va destacar com a actor de cinema gràcies al seu paper a Le Clan de Gaël Morel on va interpretar Marc, un dels tres germans, personatges principals d'aquest drama, al costat de Stéphane. Rideau, Salim Kechiouche i Aure Atika. Després va aparèixer a les pel·lícules Saint-Jacques... La Mecca i especialment Le Grand Voyage.
El 2005, succeint a Samuel Le Bihan, es va convertir en el rostre de la marca francesa Chevignon per les seves diferents campanyes de publicitat fotogràfica i els seus catàlegs.
L'any següent, va protagonitzar Pars vite et reviens tard de Régis Wargnier al costat de Michel Serrault, José Garcia i Marie Gillain. questa exposició li va permetre després interpretar el paper protagonista en diferents pel·lícules com Le Fils de l'épicier, U.V. el 2007 i Mensch en 2009.
A partir de l’abril de 2013, apareix a l'anunci de Sport Extrême de Kenzo, la marca ja li ha sol·licitat en un espot publicitari anterior.

## Filmografia

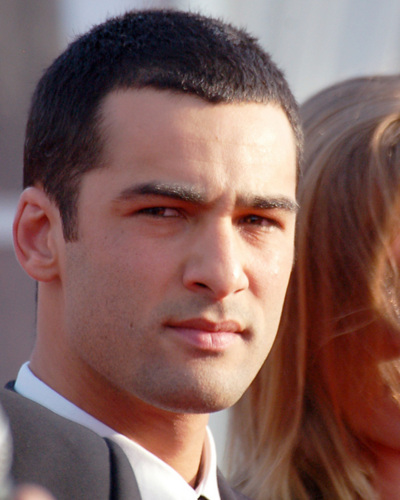
Nicolas Cazalé el 2007.

### Cinema
- 2000 : Bella Ciao de Stéphane Giusti : Jean
- 2003 : Les Chemins de l'Oued de Gaël Morel : Samy
- 2004 : Le Grand Voyage de Ismaël Ferroukhi : Réda
- 2004 : Le Clan de Gaël Morel : Marc
- 2005 : Saint-Jacques… La Mecque de Coline Serreau : Saïd
- 2006 : Pars vite et reviens tard de Régis Wargnier : Damas
- 2007 : Le Fils de l'épicier d'Éric Guirado : Antoine
- 2007 : U.V. de Gilles Paquet-Brenner : Boris
- 2007 : Caótica Ana de Julio Medem : Saïd
- 2009 : Mensch de Steve Suissa : Sam Hazak
- 2010 : Stretch de Charles de Meaux : Christophe
- 2014 : Geography of the Heart, de David Allain i Alexandra Billington : Manu (segment « Paris »)
- 2020 : Filles de Joie de Frédéric Fonteyne i Anne Paulicevich : Yann
- 2022 : Overdose d'Olivier Marchal : Reynal
- 2023 : Magnificat de Virginie Sauveur : Jérémy

### Televisió
- 2000 : Louis Page - episodi Les gens du voyage de Jean Nainchrik : Antonio
- 2001 : Julie Lescaut, episodi 6 temporada 10, Récidive de Vincent Monnet : Farid
- 2002 : Total Khéops  de José Pinheiro : Le jeune boxeur
- 2002 : Fabio Montale - episodi : Total Kheops (minisèrie de televisió) : Le jeune boxeur
- 2002 : Les P'tits Lucas  de Dominique Ladoge : Nicolas
- 2003 : L'Amour dangereux  de Steve Suissa : Simon
- 2003 : Robinson Crusoë de Thierry Chabert : Vendredi
- 2004 :  La Vie dehors  de Jean-Pierre Vergne : José
- 2009 :  Conte de la frustration  de Didier D. Daarwin i Akhenaton : Dan
- 2011 : 1, 2, 3, voleurs de Gilles Mimouni : Luis
- 2014 : Virage Nord de Virginie Sauveur : Nicolas Couturier
- 2018 : Fiertés de Philippe Faucon : Sélim
- 2018 : Le Bureau des légendes (temporada 4)
- 2022 : Sam, temporada 6, episodi 4 : Franck, père d'Alice, une élève
- 2022 : Vise le cœur, mini-série de Vincent Jamain : Raphaël
- 2022 : El Internado: Las cumbres, temporada 2
- 2022 : Les rivières pourpres, temporada 4, episodis 5 i 6 : Philippe Cernac

### Director de cinema
- 2010 : Le temps d'après, ficció de 15' amb Daniel Duval
- 2013 : Croire, ficció de 19' amb Emmanuelle Seigner

## Premis
Premi a la millor actuació masculina per Le Grand Voyage a la XXVI edició de la Mostra de València